# 普林斯顿战役
普林斯頓戰役（英語：Battle of Princeton），是美國獨立戰爭於1777年的一場戰役，發生於新澤西州普林斯頓。
1777年1月2日，大陸軍在阿孫平克溪戰役擋住了英軍攻勢。雖然英軍的整體戰力明顯較佳，但查爾斯·康沃利斯否決了夜襲提議，而決定在1月3日早上渡河發動總攻。這使大陸軍有充足時間考慮下一步行動。當晚喬治·華盛頓召開軍事會議後，議決撤離阿孫平克溪，突襲英軍防禦薄弱的普林斯頓及不倫瑞克市基地。
1月3日早上，大陸軍迫近普林斯頓。當時普林斯頓的英軍主力正前往增援康沃利斯，卻在山上發現大陸軍行蹤，即時折返防守，雙方在普林斯頓西南面的山地爆發激戰。戰事之初，英軍憑著較佳戰力，將大陸軍的左翼部隊擊潰，更殺死了休·梅沙等軍官；但華盛頓及時率領援兵趕到，並親自到英軍陣前聚集逃兵，終於把英軍擊退。
普林斯頓的英軍敗退後，一邊拖延華盛頓及約翰·沙利文的攻勢，一邊運走市內的軍用物資。當康沃利斯及亞歷山大·列斯利的援軍趕到時，華盛頓已經攻陷了普林斯頓。由於大陸軍極度疲勞，華盛頓最終放棄攻打不倫瑞克，並撤退到摩利斯鎮過冬。
普林斯頓戰役後，英軍在新澤西州日益陷入被動。康沃利斯被迫放棄大部分的新澤西哨站，最終退守不倫瑞克及安博伊一帶。至於華盛頓則留在摩利斯鎮休養生息，同時配合新澤西州的起義民兵，與英軍及效忠派爭奪糧草，並引發糧草戰爭。

## 背景及華盛頓的行軍

大陸軍於晚上向普林斯頓行軍的路線圖。華盛頓為加快行軍，下令補給車隊到東南面的博登鎮待命；但部分士兵在夜行時一度誤會黑森士兵來襲，驚慌之下逃到博登鎮。其他部隊則轉向北方，在日出左右抵達普林斯頓。

1776年1月2日，查爾斯·康沃利斯率領英軍由普林斯頓南進，並在傍晚抵達特倫頓，與大陸軍在阿孫平克溪兩岸交火，是為阿孫平克溪戰役。康沃利斯向南行軍之時，留下了兩支部隊守備後方。他派查理斯·馬胡德上校率領三個步兵軍團駐守普林斯頓，又派亞歷山大·列斯利准將的衛隊守備梅登黑。兩地駐軍各有1,500人左右。
1月2日晚上，英軍停止攻擊，並召開軍事會議。康沃利斯認為大陸軍已經被困，而英軍又不適宜發動夜襲，決定等待日出再戰。由於軍隊因急行軍而欠缺補給，康沃利斯下令馬胡德率領兩個步兵軍團，攜同糧食補給以及多門大炮，增援阿孫平克溪。馬胡德在上午5時，開始召集第17步兵軍團及第55步兵軍團的部隊，以及康沃利斯旗下各個軍團的替補士兵。這支超過700人的隊伍，在日出後向南行軍。普林斯頓則交由第40步兵軍團的士兵防守。
至於大陸軍方面，喬治·華盛頓同樣在1月2日晚召開軍事會議，商討對策。會上阿瑟·聖克萊提議大陸軍乘夜撤退，繞行東面的小路，再在早上突襲英軍後方的基地，包括普林斯頓及英軍總部不倫瑞克市。這項建議獲得所有軍官同意，並議決即時執行。
正當大陸軍與英軍各自部署之時，天氣又再有變。1月2日傍晚，新澤西州受乾燥冷鋒影響，氣溫開始急降。在短短數小時之內，普林斯頓及特倫頓一帶的泥濘全部結冰，忽然有利行軍。華盛頓下令一支部隊護送補給物資到東南面的伯靈頓市，讓主力部隊輕裝北上，爭取更多時間。最後，華盛頓派一支步兵在阿孫平克溪點燃營火，為大軍偽裝紮營。諷刺的是，英軍哨兵透過營火的倒影以及人聲，推測大陸軍有所行動，即時向康沃利斯匯報。但康沃利斯等將軍卻推測華盛頓打算夜襲，而加強各個淺灘的防線，未有料及華盛頓打算攻打普林斯頓。
1月3日凌晨，大陸軍已經離營。雖然天色漆黑有助大陸軍避開偵察，但部分士兵卻因此陷入混亂，部分人更將友軍誤作黑森士兵。結果部隊出發不久，便有士兵驚慌逃跑，跟隨補給車隊逃到伯靈頓市，使華盛頓要回到後方鎮靜士兵。接著大陸軍穿過通往東北的林間小路，再沿石路向普林斯頓進發。日出前夕，大陸軍已抵達普林斯頓西南面的貴格會石橋。由於火炮無法渡橋，軍隊要倉促另建木橋，供火炮通行。上午7時22分，旭日開始東昇，大陸軍已經渡橋。

## 戰事爆發

### 馬胡德的回師與大陸軍左翼崩潰

普林斯頓戰役交戰雙方行軍圖。馬胡德的英軍由西面折返，並在果園與梅沙的部隊迎面相遇。梅沙本人被英軍擊殺，而大陸軍的左翼也被擊潰後退。馬胡德同時派第55步兵軍團帶同火炮登上梅沙山，嘗試阻止沙利文的右翼軍隊向普林斯頓推進。

華盛頓率領軍隊過橋後，將部隊分成彌敦內爾·格連及約翰·沙利文兩部。格連率領一支小部隊擔任左翼，沿石溪河岸的低地小路向西北前進，先將普林斯頓往梅登黑的橋樑切斷，阻止英軍增援；至於沙利文則率領主力擔任右翼，沿鋸木廠小路向東行軍，繞到普林斯頓大學拿騷樓東面，突襲該處的防線弱點。
與此同時，馬胡德的700名英軍已經渡過石溪橋樑，向梅登黑前進。不久，身在高地的沙利文及馬胡德，幾乎同時看到對方部隊。馬胡德即時率領士兵掉頭。他派第17步兵軍團、替補士兵與下馬的龍騎兵，趕往攻打東行的沙利民；而第55步兵軍團則帶同火炮，到梅沙山上佈陣，阻止沙利文前進。由於地勢關係，馬胡德並沒有看到格連的部隊，而格連也不知道馬胡德已經回軍，兩支部隊卻即將迎面相遇。
華盛頓當時身在後衛，清楚看到馬胡德及格連的行軍方向，便派人警告格連。格連得悉後，派梅沙的部隊離開小路，攀上東面的山丘迎擊。雖然梅沙的部隊有近1,500人，但他卻誤以為前方只有少量英軍。他先率領120名大陸士兵先行爬山，而餘下的200名士兵則搬運火炮隨後。梅沙的部隊後方，為約翰·卡華拉達的費城商團及其他州份民兵。
梅沙開始登山不久，便迎面遇上一名英軍哨騎。這名哨騎避過梅沙部隊的射擊，趕忙通知馬胡德。馬胡德旋即率領第17步兵軍團向南迎擊，並在一座果園與梅沙正面交鋒。起初，英軍的首兩輪火槍齊射俱告射失，但梅沙的兩次齊射卻命中目標，令英軍傷亡慘重。不過，英軍後來的齊射開始命中，令梅沙的部隊出現漏洞。馬胡德在山上見狀，旋即下令步兵以刺刀衝鋒。梅沙的部隊因寡不敵眾，更沒有刺刀迎擊，結果死傷慘重。英軍把身穿將軍服裝的梅沙擊倒下馬，誤以為對方是華盛頓，然後以刺刀連番攻擊，使他在稍後傷重死亡。約翰·哈斯雷接過指揮不久，便遭子彈擊中頭部，即時死亡。梅沙的炮兵軍官死守陣地，亦遭英軍殺死。

### 大陸軍左翼重整與反勝

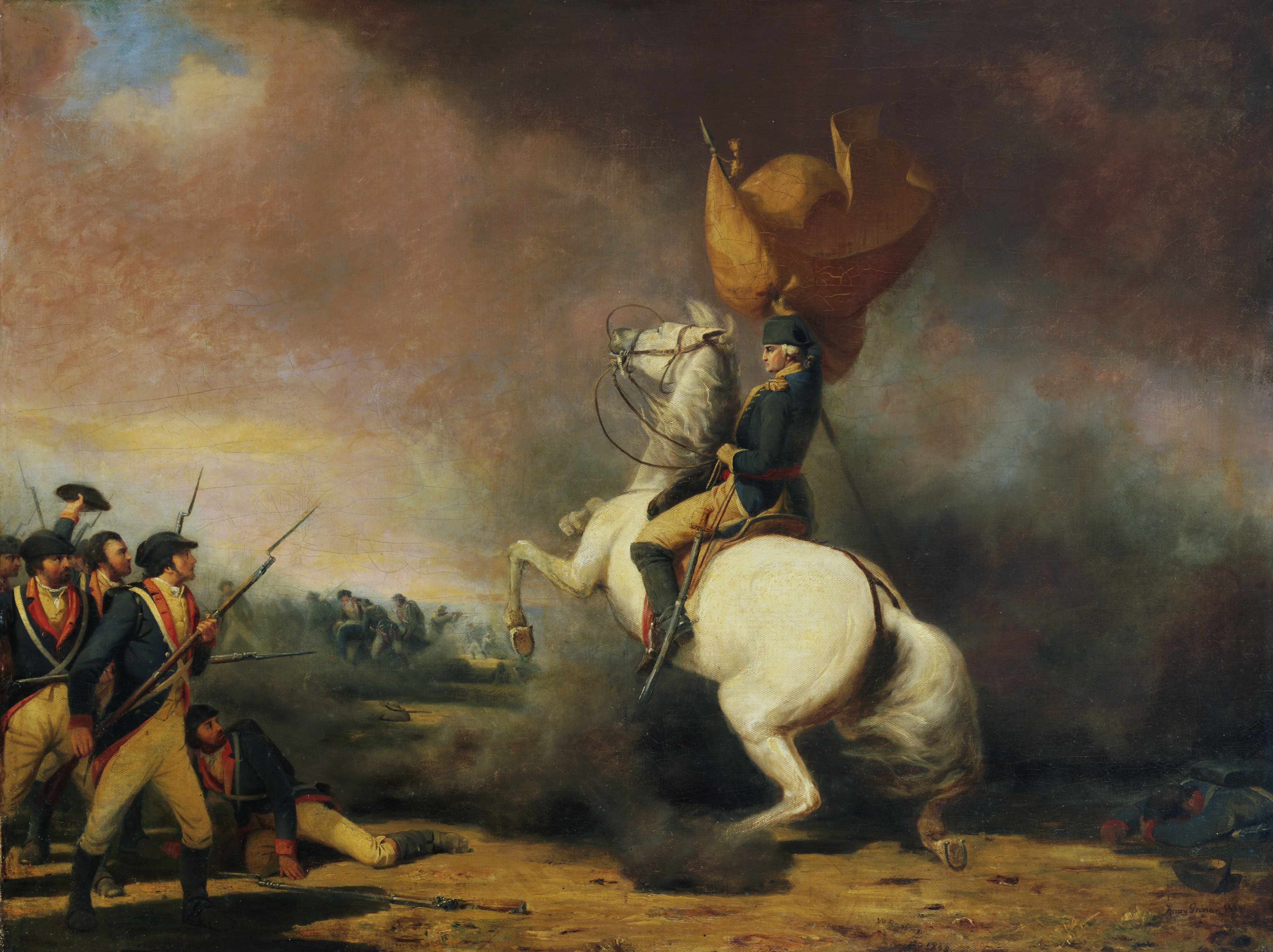
當大陸軍的左翼逐漸崩潰時，華盛頓的援軍及時出現。當時華盛頓身騎白馬，卻敢於在最前線聚集逃散民兵，然後向英軍衝鋒，其勇氣令到士兵大受鼓舞。

梅沙的部隊兵敗向後潰逃，一度使卡華拉達的民兵出現動搖，大量民兵在驚懼下向後逃跑。不過，少數費城的商團民兵決定堅守陣地，並配合炮兵及特拉華州民兵，抵身拖延英軍衝鋒。
正當形勢危急之際，華盛頓的援軍及時抵達。華盛頓馳馬趕到陣列最前線，聚集逃散民兵，並下令士兵跟隨自己衝鋒。當時華盛頓身騎白馬，離英軍陣列只有30步左右，卻敢於在炮火中站在民兵陣列之前，令到士兵大受鼓舞。華盛頓派湯馬士·密夫林的部隊由西面進攻，愛德華·漢德的部隊由東面進攻，丹尼爾·希治閣則率領裝有刺刀的步兵，由中央衝鋒。身處中央的費城民兵見狀，亦跟隨希治閣向前推進。
大陸軍左翼的劣勢迅即逆轉。馬胡德下令士兵向衝鋒的大陸軍齊射，卻再次射高。華盛頓把握時機，下令士兵停步列陣，然後在近距向英軍齊射，令英軍死傷慘重。這時英軍開始寡不敵眾，更反遭華盛頓三面包圍，只好分成兩翼撤退。華盛頓一馬當先，率領部隊追擊，直到隨從加以阻止才拉住馬韁。其他的大陸軍與民兵未有停步，一直向西北面山地追擊，捕獲大量俘虜。部分士兵更順道向山地的民居求取食物食水，稍為休息取暖。

### 馬胡德的撤退與大陸軍右翼攻勢

普林斯頓戰役第二階段。華盛頓率領士兵由三面包圍馬胡德，迫使對方分成兩路撤退。一支英軍向西北的山地逃走，被大陸軍兵窮追不捨；而馬胡德的英軍則向普林斯頓撤退。至於在大陸軍右翼，英軍第55步兵軍團已按馬胡德命令，撤走山上火炮及後方的補給車隊。第55步兵軍團在梅沙山及拿騷樓拖延沙利文，為後撤部隊爭取時間。

馬胡德的部隊雖遭擊破，但未有潰散。他率領部分士兵沿路向普林斯頓撤退，同時命令駐守梅沙山的第55步兵軍團一同回防，並撤走火炮等軍用物資。接著馬胡德的敗兵重新列陣射擊，迫使大陸軍的追兵停止追擊，然後向後撤退。
正當英軍與大陸軍在果園激戰之際，沙利文的部隊已經路過梅沙山下。沙利文先擊破了第55步兵軍團下山迎擊的小隊，然後派士兵分開兩路包圍山地。山上英軍見狀，便向普林斯頓撤退。為確保馬胡德及英軍的物資可安全撤走，梅沙山的英軍及市內的第40步兵軍團刻意拖延時間，分別在梅沙山的溪流、普林斯頓南面的防線及拿騷樓三地列陣防守。後來沙利文的部隊進入普林斯頓，並與英軍在拿騷樓炮戰，終於迫使對方投降。當時馬胡德已經帶同各項軍用物資，向不倫瑞克撤退。歷時近兩小時的戰鬥結束。英軍約有450人被殺、受傷或被俘，遠高於大陸軍的折損數目。

### 康沃利斯的增援與大陸軍撤退

普林斯頓戰役最後階段。沙利文及華盛頓先後攻進普林斯頓，迫使殘餘的英軍投降。由於英軍拖延得當，康沃利斯的援軍先鋒已開始迫近。華盛頓派出後衛到橋樑拖延英軍，然後率領軍隊向森麻實縣府撤退休息。

另一方面，在特倫頓的康沃利斯已經得悉普林斯頓遇襲。他的部隊在日出之後，發現阿孫平克溪對岸竟然沒有敵軍，而普林斯頓的方向卻傳來隆隆炮聲。當時身在梅登黑的列斯利已即時帶兵趕往救援，而康沃利斯也下令士兵向北急行軍。大陸軍佔領拿騷樓兩小時後，康沃利斯的先鋒已經迫近石溪的橋樑。
華盛頓得悉康沃利斯即將來到，暫時向京士頓撤退，並派後衛看守石溪橋樑及設置路障。不過，康沃利斯的先鋒在10時30分抵達石溪橋樑，卻沒有渡河追擊，使華盛頓有充足時間撤走。
華盛頓在京士頓的路口，召開臨時軍事會議。大陸軍本來打算在佔領普林斯頓後，再攻取不倫瑞克，以奪取該處的補給、火藥、以及英軍儲藏的70,000英磅現金軍費。當時不倫瑞克只有數百名英軍防守，但由於馬胡德加以拖延，兼且大陸軍早已疲憊，已經沒有時間和能力向不倫瑞克行軍。會上軍官決定向森麻實縣縣府行軍，嘗試追擊英軍的補給車隊，然後向摩利斯鎮撤退。華盛頓抵達森麻實縣府後，從居民口中得悉英軍車隊只離開了一小時；但大陸軍的士兵已經非常虛弱，華盛頓只好讓士兵就地休息，並享用英軍留下的食物。不少人已經連續兩日甚至三日未有夜眠，也沒有吃飽。
康沃利斯的軍隊在11時開始進入普林斯頓。由於沿路佈滿雙方士兵的屍體及鮮血，英軍及黑森士兵對戰況之激烈甚為吃驚。黑森中校約翰·愛華德跟隨先鋒入城，形容當時沒有人想像到華盛頓的殘兵能夠迅速行軍，擊敗英軍的精銳守兵，還向著不倫瑞克的英軍基地追擊。在一片恐慌之下，康沃利斯未有即時派出哨兵偵察大陸軍，而是留下傷病士兵，趕回不倫瑞克防守。1月4日早上，華盛頓開始向摩利斯鎮行軍，在6日抵達。英軍要到數日之後，才得悉華盛頓的部隊曾經虛耗過度，並且就在普林斯頓不遠的森麻實縣府休息。

## 後續影響
普林斯頓戰役加劇了英軍於新澤西州的劣勢。北美英軍總司令威廉·何奧爵士被迫放棄大量的新澤西領地，退守不倫瑞克及安博伊一帶過冬。
至於大陸軍方面，華盛頓在摩利斯鎮終有空間休養生息，但大陸軍未有停止行動。華盛頓的軍官配合新澤西州的起義民兵，到處攻擊英軍的搜掠隊伍。由於雙方軍隊都要消耗大量糧草，這些攻擊演變成糧草戰爭，一直到1777年3月牧草開始生長時才結束。期間英軍損失大量士兵，令到大陸軍的士氣大幅上升，反之英軍士氣卻更加低落。在短短一個多星期，英軍喪失了長勝氣勢，並且陷入戰術被動；大陸軍及革命派卻重拾自信，並掌握新澤西州戰局。
最後，英國政府及將領嘗試低調處理戰敗消息。何奧刻意在報告上少報死傷人數；諾斯勳爵則阻止普林斯頓戰敗的消息散播。然而消息傳開後，英國政府及將領開始受到輿論抨擊。何奧將戰敗責任歸咎於沒有參戰的黑森士兵；亨利·克林頓批評康沃利斯錯失進攻良機；而各個軍團的軍官則指責各個上級將領指揮不善。
相對之下，英國及黑森將領卻對華盛頓大為讚賞。卡爾·馮·多諾普向普魯士王子腓特烈·威廉二世寫信，稱「（華盛頓）在晚間後退，將普林斯頓的守軍切開兩截。他的行軍高明之處，並不限於繞到了我們的左翼，還包括擊潰第17步兵軍團、燒毀了普林斯頓的糧草庫、並俘虜了我們的傷病士兵......」。至於前英國首相羅伯特·沃波爾之子、作家賀拉斯·沃波爾，則在1777年4月寫道：「誇獎華盛頓行軍的言詞，現在已經蔚然成風：他擊倒了兩個英軍步兵軍團，並迫使何奧將軍縮減自己的領地。」華盛頓在普林斯頓戰役的表現，獲得敵我雙方的讚揚，也使他重新樹立在軍隊的權威。